# Bacouel-sur-Selle
Bacouel-sur-Selle är en kommun i departementet Somme i regionen Hauts-de-France i norra Frankrike. Kommunen ligger i kantonen Conty som tillhör arrondissementet Amiens. År 2022 hade Bacouel-sur-Selle 466 invånare.

## Befolkningsutveckling
Antalet invånare i kommunen Bacouel-sur-Selle
| Referens: INSEE |